# Герварт (циклон)

Траектория движения циклона «Герварт» («Ингольф») 29 октября 2017 года (на основе спутниковых снимков)

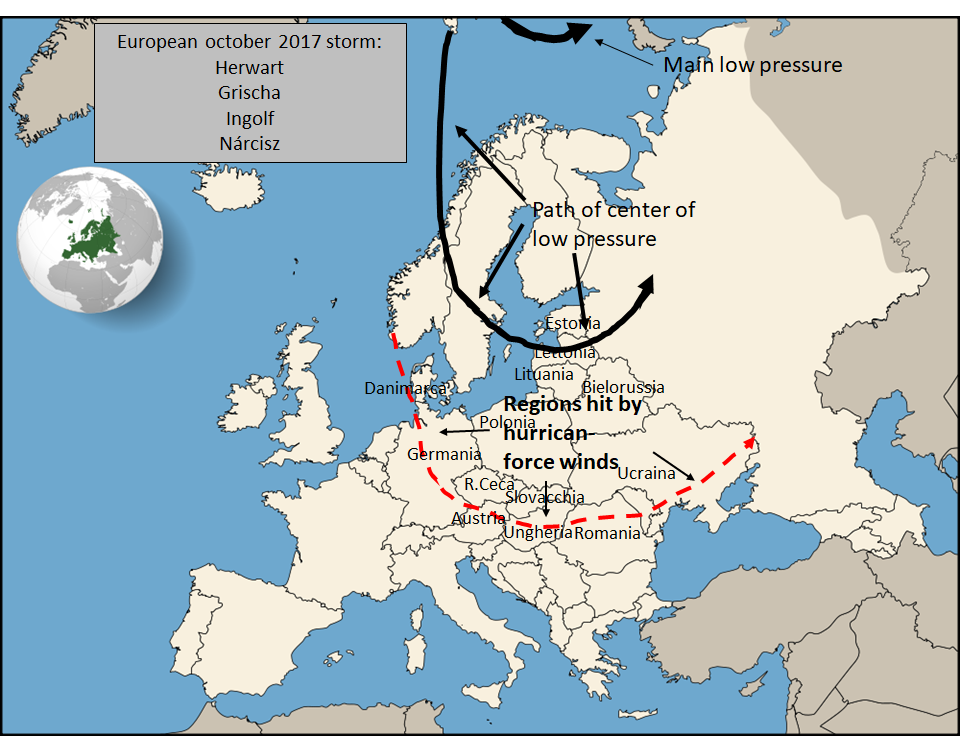
Траектория движения циклона по Европе: отмечены путь зоны низкого давления и регионы, попавшие под действие урагана

Герварт (нем. Herwart) — европейский циклон (или ураган), который обрушился на Северную, Центральную и Восточную Европу 28—29 октября 2017 года. Название урагану было присвоено кафедрой метеорологии Свободного университета Берлина.

## Характеристика
Классифицируется как внетропический циклон, сформировавшийся как побочный результат формирования циклона «Гриша» (нем. Grischa) с более низким давлением, двигавшегося к югу от Шпицбергена (разделился на две зоны низкого давления вечером 28 октября). Циркуляция воздуха в циклоне шла против часовой стрелки: центр циклона прошёл над территорией Норвегии, Швеции и Латвии, ослабив силу при движении по территории Северо-Запада России. Самое низкое давление достигало 970 гПа (727,56 мм рт. ст.). Максимальная скорость ветра достигала 182 км/ч в районе горного отеля «Лучни боуда» в Чехии.

## Ущерб

### Германия
В Германии под удар «Герварта» попали север, центр и восток Германии, самые сильные порывы ветра были зафиксированы в центре на горе Брокен (173 км/ч). Была нарушена работа общественного транспорта: в семи федеральных землях прекратили ходить поезда Deutsche Bahn: Нижняя Саксония, Шлезвиг-Гольштейн, Гамбург, Мекленбург-Передняя Померания, Саксония, Саксония-Анхальт и Тюрингия. Фактически полностью было прекращено движение поездов на севере страны.
В результате шторма из берегов вышла Эльба, и часть улиц Гамбурга была затоплена: под водой оказался район Хафенсити, закрылся рыбный рынок. Рядом с островом Лангеог из-за шторма село на мель судно Glory Amsterdam. В результате бури были повалены деревья в Берлине: в столице был объявлен режим чрезвычайной ситуации и подняты все подразделения добровольной пожарной охраны.
Разрушительные последствия урагана привели к парадоксальной ситуации в Германии: из-за сильных ветров был зафиксирован переизбыток энергии в немецкой электросети, что привело к обрушению цен на электричество до отрицательных значений. Средняя цена составляла -€52,11 при рекорде в -€83,06 евро (при том, что тариф составлял €37 за 1 МВт/ч). Подобные цены стали рекордными с Рождества 2012 года.
«Герварт» считается одним из сильнейших циклонов, обрушившихся за последние 10 лет на Германию: в рейтинге самых мощных по последствиям ураганов он занял 8-е место, однако уступает по последствиям таким ураганам, как «Кирилл» или «Лотар». Более того, ущерб от «Герварта» был не таким масштабным, как ущерб от обрушившегося в том же октябре на Германию «Хавьера».

### Другие страны
Основной удар пришёлся на такие страны, как Дания, Германия, Польша, Чехия, Австрия, Словакия и Венгрия. В Дании, попавшей под удар 28 октября, циклон получил название «Ингольф» (нем. Ingolf), в Венгрии — «Нарцис» (венг. Nárcisz). В Австрии «Герварт» затронул Зальцбург, Верхнюю и Нижнюю Австрию, Вену и северную часть Бургенланда: из-за обрыва линий электропередач десятки тысяч домов остались без света, а венский аэропорт Швехат работал с перебоями; из-за урагана пилот одного самолёта не решился садиться в Зальцбурге.
Под удар «Герварта» попала также Чехия, где с многих домов ветром были сорваны крыши: уже в воскресенье утром стали поступать сообщения о поломанных деревьях и сорванных шквальным ветром крыш зданий. В северной части, на границе с Германией и Польшей, а также на западе и юге страны произошли серьёзные сбои в движении поездов, было остановлено автомобильное движение на нескольких участках дорог и оборваны линии электропередач. В Чехии циклон стал самым разрушительным со времён «Кирилла» и «Эммы» по масштабу страхового ущерба, который зафиксировали чешские страховые компании. 29 октября из-за последствий урагана произошла утечка газа на СПГ-терминале Свиноуйсьце в Польше.
Всего жертвами урагана по всей Европе стали 11 человек, в том числе два в Чехии и два в Польше — там людей придавило деревьями. Были зафиксированы как минимум две жертвы в Германии: двое водителей не успели выбраться из машин, заглохших в бурном потоке, и утонули.

### Россия
Под удар циклона попала Калининградская область: по данным регионального ГУ МЧС, за сутки выпало больше трети месячной нормы осадков, а порывы ветра достигали 25 м/с. К утру 30 октября 2017 года был частично затоплен Калининград: в частности, залило подвал 2-й городской больницы и едва не остановилась ТЭЦ-1; была нарушена работа аэропорта Храброво, обвалился аварийный немецкий мост в Черняховском районе, рухнул участок забора в зоопарке из-за разлива ручья Парковый. Ликвидация последствий циклона затянулась, поскольку у городских властей не было специальной техники. Волнение на море достигало 5 баллов, высота волн превышала 4,5 м. К вечеру понедельника напор немного ослаб.
К 30 октября циклон достиг Москвы: за утро выпало 17% месячной нормы осадков. 1 ноября ослабший циклон определял погоду в европейской части России, в том числе в Среднем Поволжье, на Верхней Волге и в Предуралье. В ночь с 31 октября на 1 ноября на территории четырёх районов Владимирской области произошли перебои электроснабжения, и без света остались 18 населённых пунктов. Утром 31 октября в Нижнем Новгороде было зафиксировано рекордно низкое атмосферное давление 717,7 мм ртутного столба — самое низкое с начала наблюдений в 1881 году (прежний рекорд 718,4 мм ртутного столба был зафиксирован в 1946 году). Штормовое предупреждение было объявлено в Архангельской, Вологодской, Ульяновской областях и Башкирии; в Саратовской области было зафиксировано падение дерева на частный дом.